# Maeda Shunsuke
Maeda Shunsuke (sinh ngày 9 tháng 6 năm 1986) là một cầu thủ bóng đá người Nhật Bản.

## Giải vô địch bóng đá U-20 thế giới
Maeda Shunsuke được triệu tập vào đội tuyển U-20 Nhật Bản tham dự Giải vô địch bóng đá U-20 thế giới 2005.